# Weiyuan (köpinghuvudort i Kina, Shanxi Sheng, lat 39,95, long 112,34)
Weiyuan är en köpinghuvudort i Kina. Den ligger i provinsen Shanxi, i den norra delen av landet, omkring 230 kilometer norr om provinshuvudstaden Taiyuan. Antalet invånare är 8 468. Befolkningen består av 4 131 kvinnor och 4 337 män. Barn under 15 år utgör 15,0 %, vuxna 15-64 år 73 %, och äldre över 65 år 10,0 %.
Runt Weiyuan är det ganska tätbefolkat, med 67 invånare per kvadratkilometer. Weiyuan är det största samhället i trakten. Trakten runt Weiyuan består i huvudsak av gräsmarker.
Genomsnittlig årsnederbörd är 614 millimeter. Den regnigaste månaden är juli, med i genomsnitt 179 mm nederbörd, och den torraste är december, med 3 mm nederbörd.